# Église Saint-Grégoire d'Abougraments
L'église Saint-Grégoire d'Abougraments est une ancienne église située dans les ruines de l'ancienne capitale arménienne d'Ani, en Turquie.

## Nom
L'église est dédiée à Grégoire l'Illuminateur, évangélisateur de l'Arménie ; en arménien : Աբուղամրենց Սուրբ Գրիգոր եկեղեցի (Apughamrents’ Surp Krikor egeghets’i).
Selon une inscription gravée sur le tympan du portail de l'église, le sparapet Vahram Pahlavouni (967–1045) y aurait financé des messes pour le salut de l'âme de son fils, Abougraments, qui aurait donné son nom à l'édifice.

## Caractéristiques
L'église occupe un emplacement dans l'ouest du site d'Ani, capitale de l'ancien royaume d'Arménie vers l'an 1000, près du bord d'une forte pente surplombant la vallée. Le site est situé dans l'extrême est de la Turquie, sur la province de Kars, au contact de la frontière avec l'Arménie ; l'église n'est située qu'à 400 m au nord-ouest de cette frontière. Sur le site, la cathédrale d'Ani est située à 350 m au sud-est, l'église Saint-Grégoire de Gagkashen à 300 m au nord, l'église des Saints-Apôtres à 200 m au nord-est et la mosquée Menüçehr à 250 m au sud.
L'église est un édifice de plan extérieur dodécagonal (12 côtés), sur la façade duquel alternent six niches et six fenêtres. L'église est surmontée d'une coupole dont le tambour comporte douze fenêtres, entourées par un double arc. L'édifice comporte une seule entrée, au sud-ouest.
Le plan intérieur est un hexalobe : un hexagone central entouré de six absides formant chacune trois-quarts de cercle. Des traces de fresques sont encore visibles.

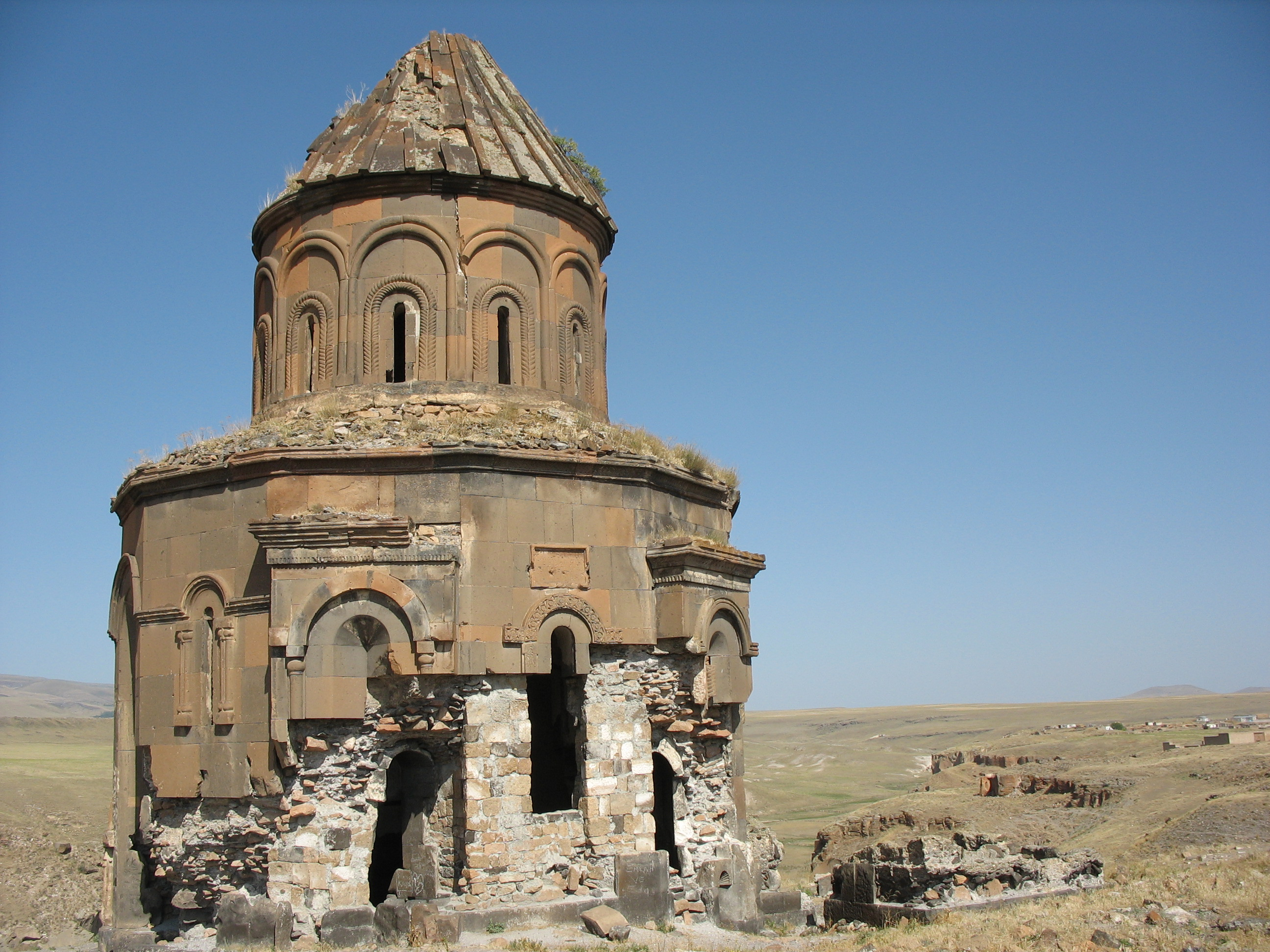
Vue générale de l'église
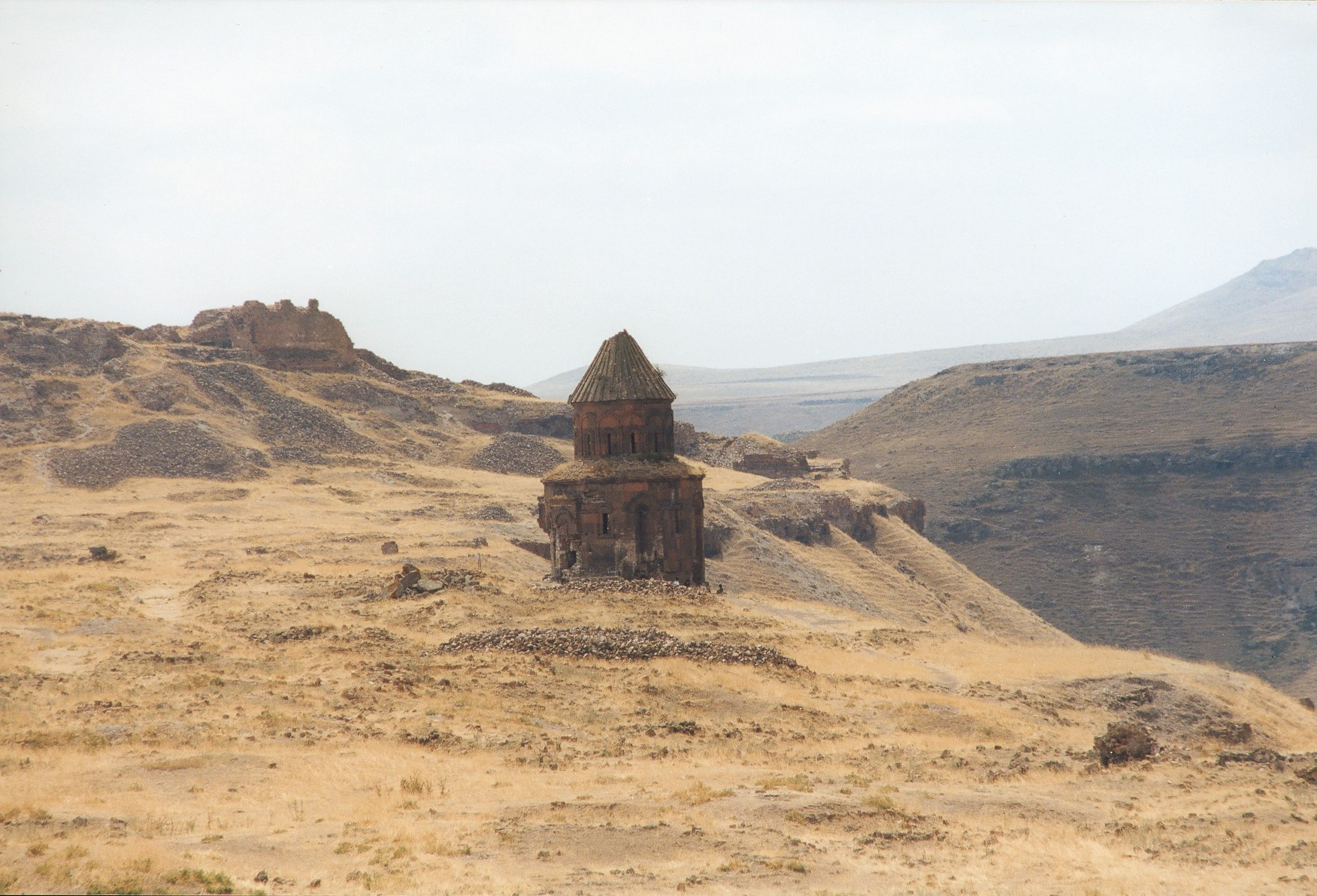
Vue générale du site de l'église, avec la citadelle d'Ani en arrière-plan.
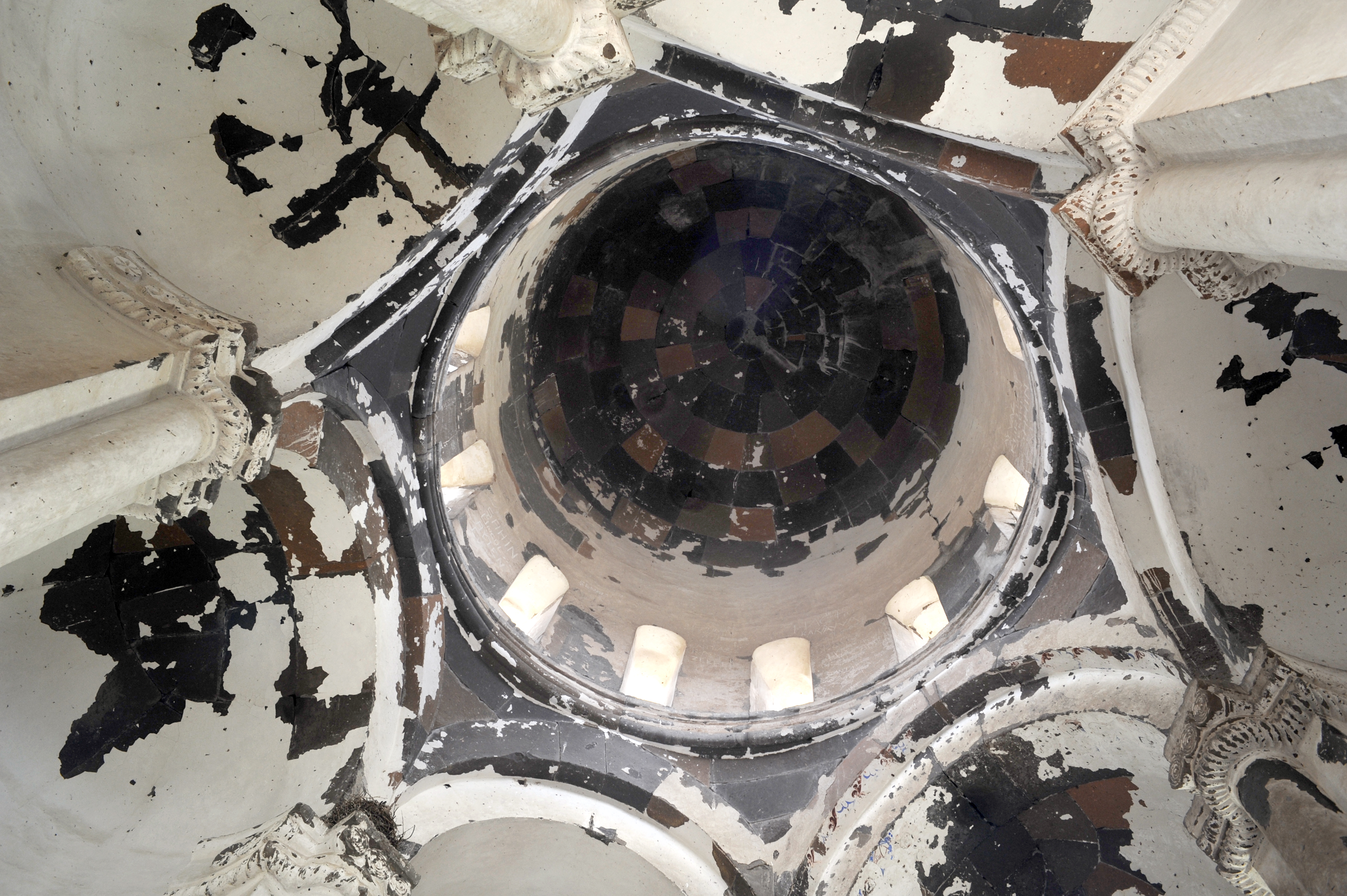
Vue du dôme, depuis l'intérieur de l'église
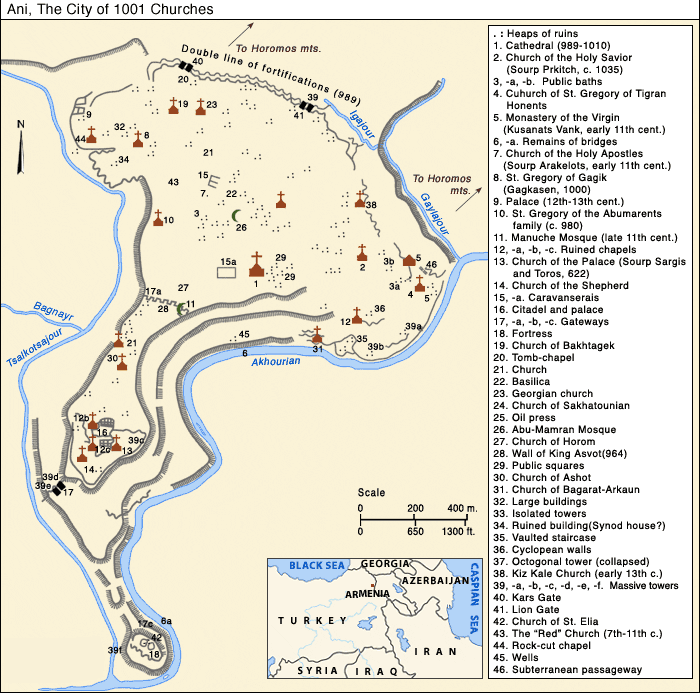
Carte d'Ani. L'église Saint-Grégoire d'Abougraments est située en 10.

## Historique
L'église aurait été édifiée au Xe siècle à l'initiative du prince Grigor Pahlavouni pour servir de chapelle privée pour sa famille.